# Lycoris
Lycoris es un género de plantas perennes y bulbosas perteneciente a la familia  de las amarilidáceas que comprende unas 20 especies nativas de Asia, desde Nepal hasta Japón. Ciertas especies y variedades de Lycoris han sido cultivadas como ornamentales en China durante siglos. Una de ellas, una forma triploide estéril de Lycoris radiata, se ha difundido a países vecinos, como el Japón, donde se la conoce tradicionalmente como "higanbana" (o "higan bana"), o sea, "flor del higan", nombre que alude al hecho de que florece para el otoño, conjuntamente con el momento de la celebración de la fiesta budista Higan (彼岸?).

## Descripción

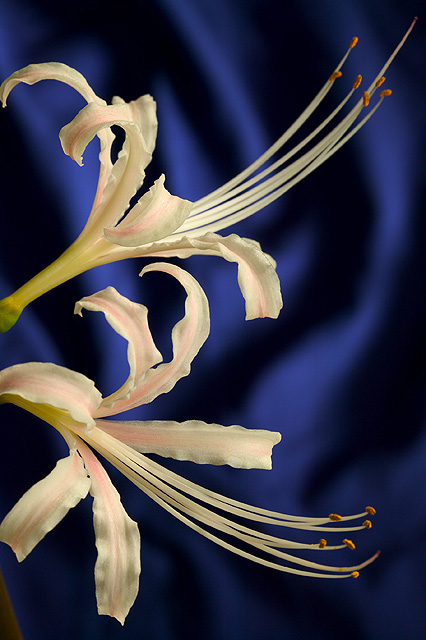
Detalle de la flor de Lycoris.

Son plantas herbáceas, perennes y bulbosas. El bulbo es subgloboso a ovoide, las túnicas (bases de las hojas secas que recubren el bulbo) son marrones a negras. Las hojas pueden aparecer antes o después de la floración según la especie. 
Las flores son zigomorfas o casi actinomorfas y hermafroditas. El perigonio está formado por 6 tépalos unidos entre sí formando un tubo que se denomina tubo perigonial, el cual puede ser apenas notable o muy largo dependiendo de la especie considerada. A veces se presenta un paraperigonio escamoso. Los tépalos son oblanceolados, encrespados o no en el margen, pueden ser recurvados. El perigonio, con forma de embudo, puede ser de color blanco, crema, dorado, rosado o rojo brillante. El androceo está formado por 6 estambres, insertos cerca de la garganta del tubo perigonial. Los filamentos son filiformes, declinados. Las anteras son oblongas, versátiles. El gineceo es de ovario ínfero, trilocular con pocos óvulos por lóculo. El estilo es filiforme y el estigma pequeño y capitado. Las flores se disponen en umbelas de 4 a 8 miembros, protegidas por una espata con dos valvas, en la extremidad de un escapo erecto y sólido. El fruto es una cápsula loculicida trivalvar. Las semillas son redondas, lisas y negras.

## Distribución geográfica y hábitat
Las especies del género se distribuyen en las zonas templado cálidas a subtropicales de Asia oriental, desde el sudoeste de China a Japón y el sudeste de Corea. Algunas especies se extienden hasta el norte de Indochina y Nepal. La distribución del género coincide, en general,  con la de los bosques de laurel. Las especies de Lycoris prosperan en sotobosques húmedos. Algunas especies vegetan en otoño e invierno y otras lo hacen en la primavera.
En Japón se distribuyen 7 especies. Entre ellas hay únicamente dos que son fértiles (L. traubii y L. sanguinea) y pueden propagarse por semillas, las 5 restantes son taxones asexuales que se propagan exclusivamente por división de sus bulbos.
En Corea se distribuyen 6 especies, siendo  L. koreana y L. chinensis var. sinuolata los únicos taxa fértiles.
En China, centro de distribución del género, se han descrito más de 16 especies. Entre ellas, hay 8 que son fértiles. Se sigue que, aproximadamente, la mitad de las especies de Lycoris son estériles y han surgido en la naturaleza por hibridación interespecífica.

## Diversidad cromosómica

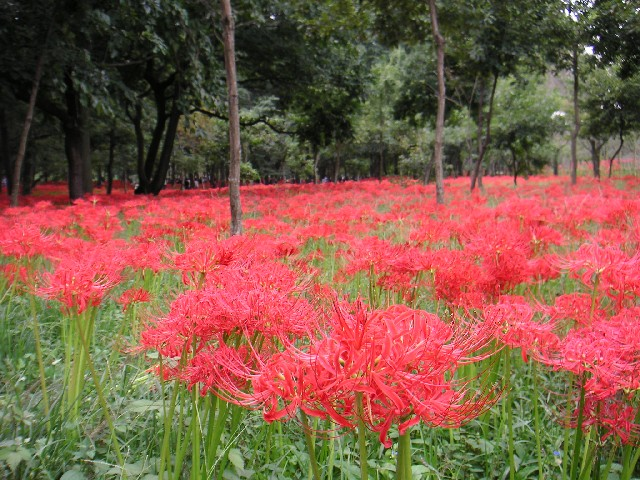
Ejemplares de Lycoris radiata

Dentro del género y aun dentro de las especies de Lycoris, existe una gran diversidad en el número de cromosomas. Así, Lycoris sanguinea presenta una serie aneuploide con 21, 22, 23, 28 y 32 cromosomas. Otro ejemplo lo constituye Lycoris radiata, donde se han observado poblaciones con 22 cromosomas, 22 cromosomas y uno o dos cromosomas B, y con 33 cromosomas. Asimismo, Lycoris albiflora posee razas cromosómicas con 17, 18, y 19 cromosomas.
Exceptuando algunos híbridos artificiales creados por los horticultores, Lycoris consiste en aproximadamente 13 taxones fértiles y 14 o más taxones estériles. Desde el punto de vista cariológico, los taxa fértiles se dividen en dos grupos. El primer grupo presenta un cariotipo constituido por 11 cromosomas acrocéntricos (denominado cariotipo tipo A) y el segundo grupo muestra un cariotipo constituido por grandes cromosomas metacéntricos y telocéntricos (llamado cariotipo tipo M+T).
L. sanguinea, L. sprengeri, L. rosea, L. haywardii, y L. radiata var. pumila se incluyen en este primer grupo con 22 cromosomas acrocéntricos (2n=22=22A, la "A" es una abreviatura para "acrocéntrico"). En el segundo grupo se incluyen L. traubii (2n=12=10M+2T, 14=8M+6T), L. aurea (2n=14=8M+6T, 16=6M+10T), L. longituba (2n=16=6M+10T), L. anhuiensis (2n=16=6M+10T), L. chinensis (2n=16=6M+10T) y el enjambre híbrido proveniente del cruzamiento entre L. longituba X L. chinensis (2n=16=6M+10T). 
Tales cariotipos han evolucionado a través de translocaciones Robertsonianas, o sea, fusiones y fisiones cromosómicas, las cuales son variaciones en el número de cromosomas debidas a la fusión de dos cromosomas acrocéntricos (los de un solo brazo) en un solo cromosoma de dos brazos -lo que determina una disminución del número haploide- o, por el contrario, por fisión de un cromosoma metacéntrico en dos cromosomas acrocéntricos, en este caso aumentando el número haploide. Tales cambios estructurales son, a su vez, los responsables de la esterilidad de los híbridos interespecíficos entre muchas de las especies diploides de Lycoris.
Por el otro lado, los taxones estériles pueden dividirse en tres grupos, un conjunto de especies con cariotipos A y M+T,  un segundo grupo con cariotipo A repetido tres veces y un tercer grupo con un número impar de cromosomas T un número par de cromosomas M. Una raza citológica de Lycoris traubii (la cual se incluye actualmente dentro de Lycoris aurea), con 2n=13=9M+4T, es un ejemplo de este tercer grupo.
La agrupación de especies utilizando el análisis cariotípico fue confirmada más tarde mediante técnicas de marcadores moleculares, tales como RAPDs.

## Taxonomía

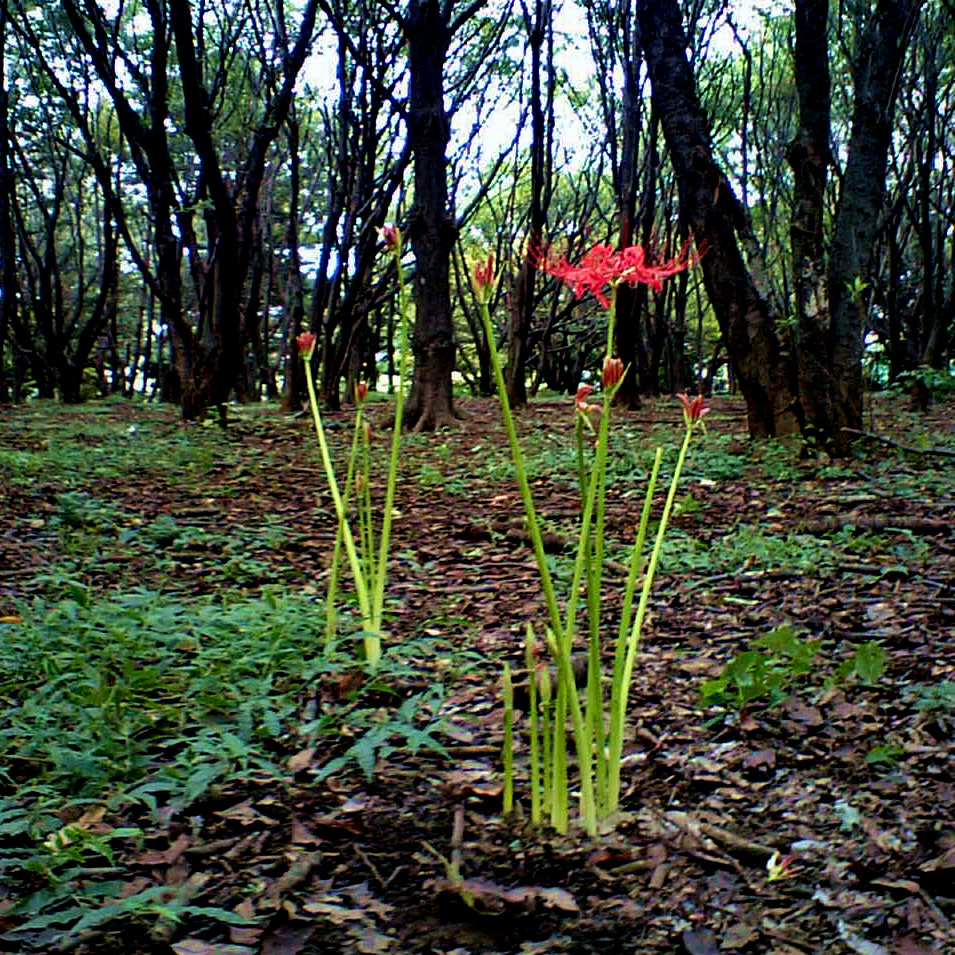
Lycoris radiata en su hábitat natural.

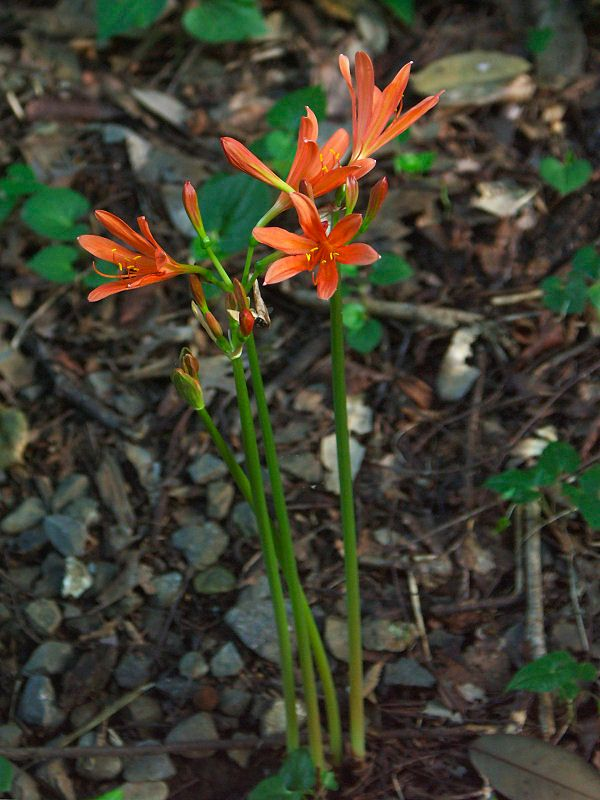
Lycoris sanguinea en su hábitat natural, Kanagawa, Japón, agosto de 2006.

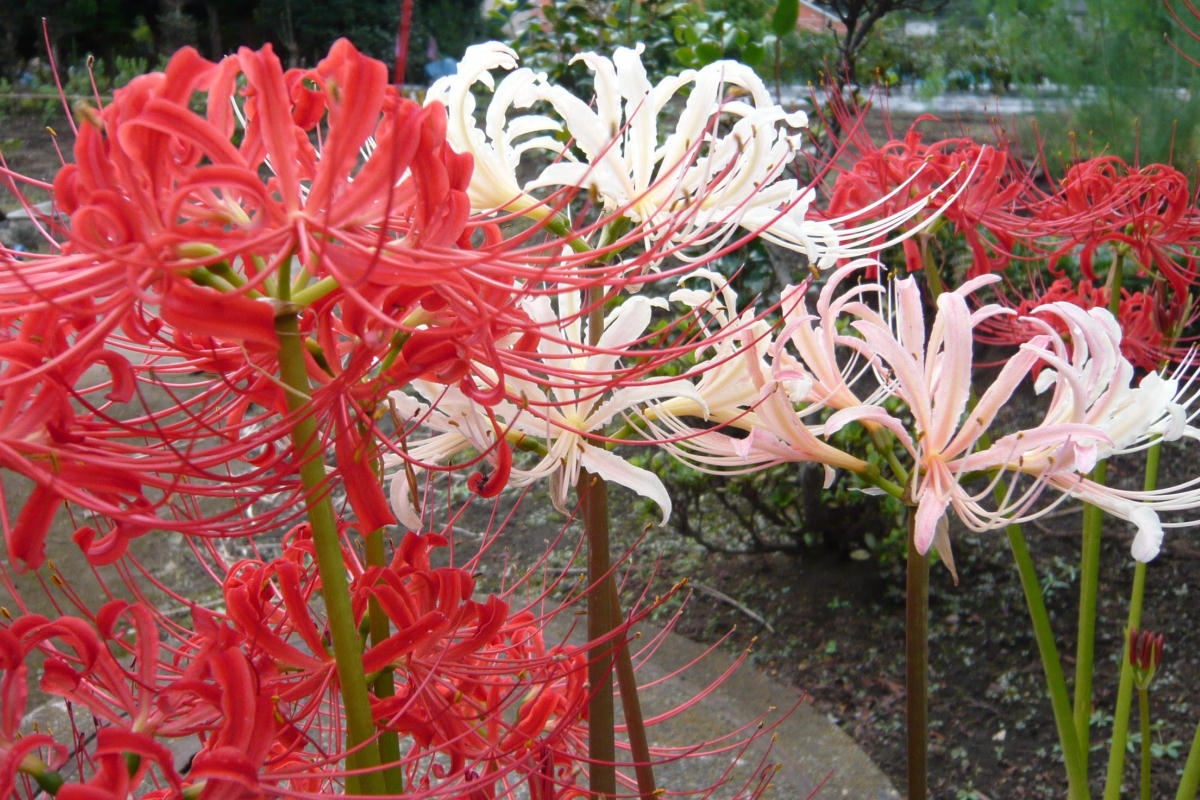
Variedades roja y blanca de Lycoris radiata.

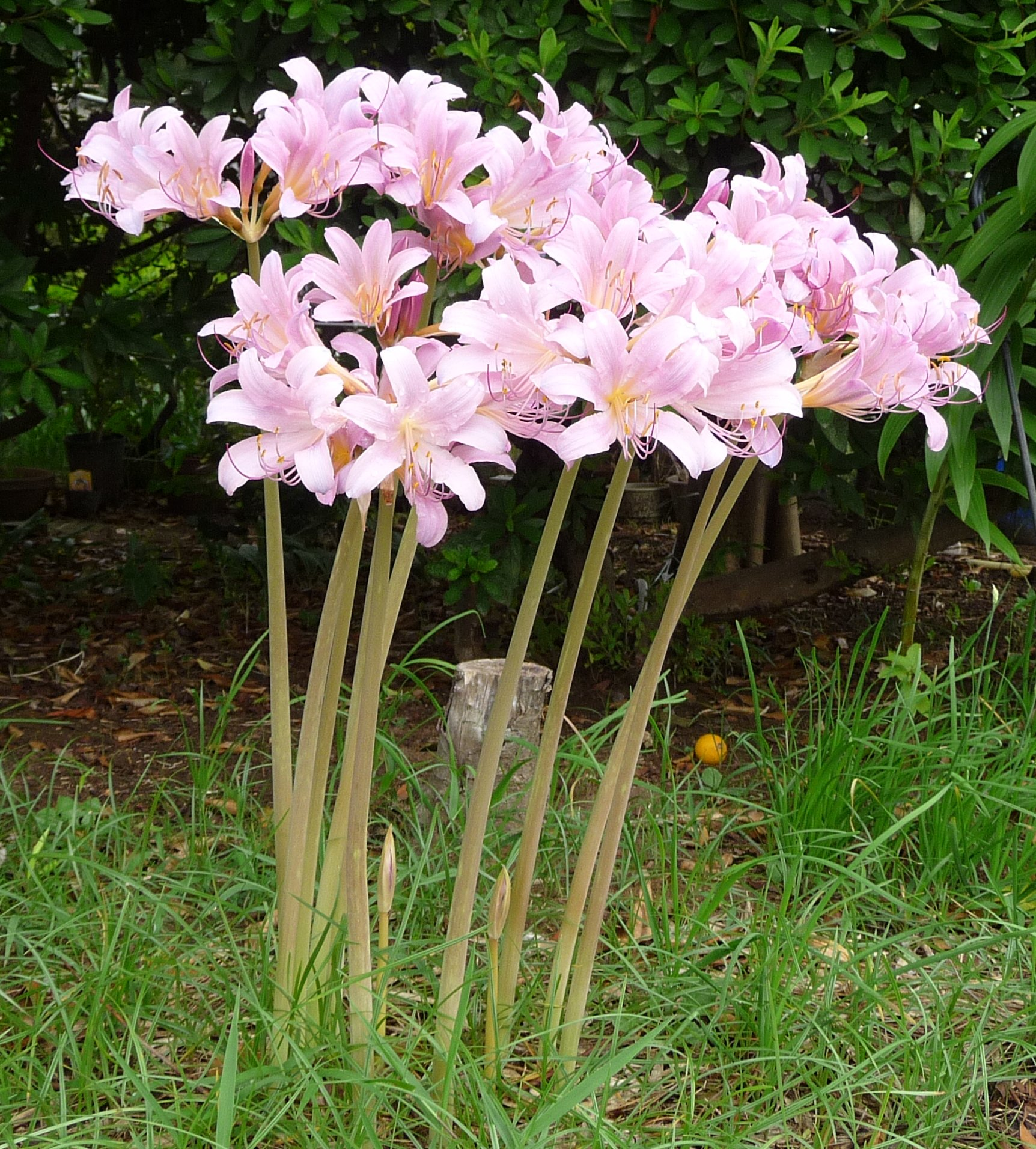
Lycoris squamigera, Chiba, Japón, agosto de 2008.

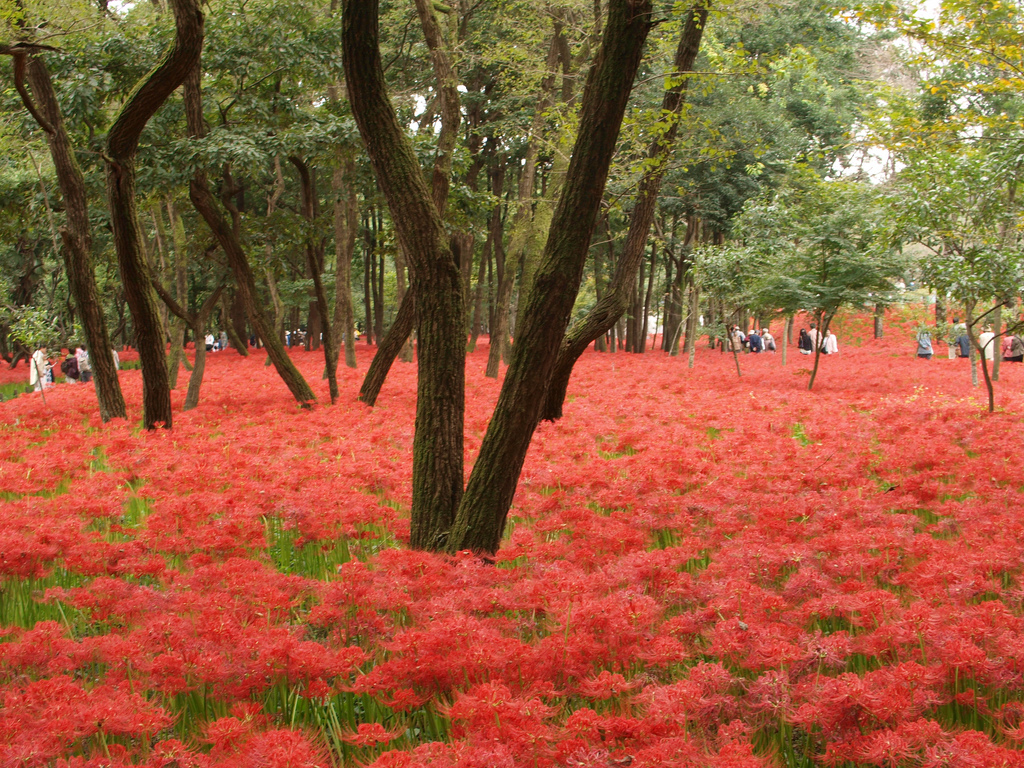
Lycoris radiata, Kincyakuda, Prefectura de Saitama, Japón, septiembre de 2008.

El género fue establecido por William Herbert en 1819. Este botánico reconoció que la especie endémica de China Amarylis aurea era diferente de las otras especies de Amaryllis de origen africano, por lo que la separó en un nuevo género al que denominó Lycoris y cuya primera especie fue -entonces- Lycoris aurea. Actualmente el género presenta 22 especies y varias subespecies o variedades dentro de cada una.
Junto con el género Ungernia forma un clado que constituye el linaje de Asia central y oriental de la familia de las amarilidáceas y se ubican en una misma tribu: Lycoridae. Ambos géneros, además, están estrechamente relacionados desde el punto de vista filogenético con la tribu Pancratieae.

### Especies
Las especies del género, conjuntamente con la cita válida y su distribución geográfica, se listan a continuación:
- Lycoris albiflora Koidz., Bot. Mag. (Tokyo) 38: 100 (1924).  Distribuida en China (Jiangsu), Corea y Japón (Kyushu). Proviene del cruzamiento entre L. aurea × L. radiata.
- Lycoris anhuiensis Y.Xu & G.J.Fan, Acta Phytotax. Sin. 20: 197 (1982). Originaria de China (Anhui, Jiangsu).
- Lycoris argentea Worsley, Gard. Chron., III, 84: 169 (1928). Distribuida en el norte de Birmania.
- Lycoris aurea (L'Hér.) Herb., Appendix: 20 (1821). Distribuida en el sur de Japón hasta Indochina.
- Lycoris caldwellii Traub, Pl. Life 13: 46 (1957). Especie del sudeste de China.
- Lycoris × chejuensis K.Tae & S.Ko, Korean J. Pl. Taxon. 23: 234 (1993). Especie coreana, la cual proviene del cruzamiento complejo entre tres especies: L. chinensis × L. flavescens × L. koreana.
- Lycoris chinensis Traub, Pl. Life 14: 44 (1958). Distribuida en China al sur de Corea.
- Lycoris flavescens M.Kim & S.Lee, Korean J. Pl. Taxon. 34: 13 (2004). De Corea.
- Lycoris guangxiensis Y.Xu & G.J.Fan, Acta Phytotax. Sin. 20: 196 (1982). Proveniente de China (Guangxi).
- Lycoris haywardii Traub, Pl. Life 13: 44 (1957). Originaria de Japón.
- Lycoris houdyshelii Traub, Pl. Life 13: 45 (1957). Especie endémica de China (Jiangsu, Zhejiang).
- Lycoris incarnata Comes ex Sprenger, Gartenwelt 10: 490 (1906). Originaria de China (Hubei, Yunnan).
- Lycoris josephinae Traub, Pl. Life 21: 63 (1965). Endémica de China (Szechuan).
- Lycoris koreana Nakai, Bot. Mag. (Tokyo) 44: 516 (1930). Originaria de Corea.
- Lycoris longituba Y.C.Hsu & G.J.Fan, Acta Phytotax. Sin. 12: 299 (1974). Especie originaria de China (Jiangsu).
  - Lycoris longituba var. flava Y.Xu & X.L.Huang, Acta Phytotax. Sin. 20: 198 (1982). China (Jiangsu).
  - Lycoris longituba var. longituba. China (Jiangsu).
- Lycoris radiata (L'Hér.) Herb., Appendix: 20 (1821). Distribuida en Nepal hasta el centro y sur de Japón.
- Lycoris rosea Traub & Moldenke, Amaryllidaceae: Tribu Amarylleae: 178 (1949). China (Jiangsu, Zhejiang).
- Lycoris sanguinea Maxim., Bot. Jahrb. Syst. 6: 80 (1885). Distribuida en el centro y sur de Japón. 
  - Lycoris sanguinea var. kiushiana Makino ex T.Koyama, Baileya 7: 5 (1959). Originaria del Japón (Honshu, Kyushu).
  - Lycoris sanguinea var. sanguinea. Del centro y sur de Japón.
- Lycoris shaanxiensis Y.Xu & Z.B.Hu, Acta Phytotax. Sin. 20: 196 (1982). Proveniente de China (Sichuan, Shaanxi).
- Lycoris sprengeri Comes ex Baker, Gard. Chron., III, 32: 469 (1902). Del sudeste de China (Hubei).
- Lycoris squamigera Maxim., Bot. Jahrb. Syst. 6: 79 (1885). Originaria del sudeste de China y del centro y sur de Japón.
- Lycoris straminea Lindl., J. Hort. Soc. London 3: 76 (1848). Originaria de China (Jiangsu, Zhejiang).
- Lycoris uydoensis M.Kim, Korean J. Pl. Taxon. 34: 14 (2004). Endémica del sur de Corea.

### Notoespecies
Las notoespecies (especies originadas en un cruzamiento entre dos especies distintas del mismo género) de Lycoris, conjuntamente con las especies parentales, son las siguientes:
Lycoris × jacksoniana Traub, Pl. Life 20: 52 (1964).  L. radiata × L. sprengeri
Lycoris × woodii Traub & Moldenke, Pl. Life 13: 85 (1957).  L. aurea × L. radiata

## Utilización
Muchas especies de Lycoris han sido cultivadas como ornamentales en China y Japón durante siglos, por lo que han estado sometidas a hibridación artificial (tanto dentro como entre especies) y a selección durante un período dilatado de tiempo,  lo que actualmente hace bastante difícil la ubicación taxonómica de un determinado cultivar.
Varias especies del género se utilizan como ornamentales, tales como  Lycoris radiata,  Lycoris squamigera y Lycoris aurea.

### Lycoris radiata
Con bulbos subglobosos de 1 a 3 cm de diámetro. Las hojas aparecen en otoño, son de color verde oscuro y estrechamente liguladas, de 15 cm de longitud por 5 mm de ancho. La nervadura media es pálida y el ápice foliar obtuso. El escapo floral tiene una altura de 30 cm. Las flores se disponen en una umbela de 4 a 7 integrantes rodeadas de 2 brácteas lanceoladas de 3 cm de longitud por 5 mm de ancho. El perianto es de color rojo brillante, con el tubo del perigonio de color verde. Los márgenes de los tépalos son fuertemente ondulados. Los estambres se hallan conspicuamente excertos de la corola. Florece en otoño. El número cromosómico es 2n=22, 32 y 33. Las poblaciones fértiles son diploides y se denominan Lycoris radiata var. pumila Grey, mientras que las poblaciones triploides, morfológicamente idénticas a las anteriores pero estériles, se denominan  Lycoris radiata var. radiata

### Lycoris squamigera
Las hojas, que aparecen en el otoño y se renuevan en la primavera, tienen 20 a 30 cm de longitud y 20 a 25 mm de ancho. Las flores, de 8 a 10 cm de largo y de color magenta, se disponen en umbelas de 4 a 8 miembros en los ejemplares silvestres y de hasta 12 flores en las plantas cultivadas. El tubo del perigonio tiene 2 cm de longitud. Aparentemente esta especie es un alotriploide estéril, producto del cruce entre L. sprengeri y L. straminea.

### Lycoris aurea
En esta especie las hojas aparecen en otoño provenientes de bulbos subterráneos que transcurren el verano en reposo. Las mismas tienen de 30 a 60 cm de largo por 15 a 24 mm de ancho, son glaucas, algo carnosas y con el ápice agudo. El escapo mide de 30 a 60 cm y lleva una umbela de 4 a 7 flores. El perigonio tiene forma de trompeta, de color amarillo, con un tubo perigonial (el sector en el cual los tépalos se hallan unidos formando un corto tubo) de 12 a 15 mm de longitud. Los tépalos presentan de 5 a 6 cm de longitud, son recurvados, frecuentemente con estrías de color verde claro hacia la base y con los márgenes ondulados. La especie incluye dos razas cromosómicas, una con 2n=14 y la otra con 2n=16 cromosomas.

### Cultivo
Los bulbos en reposo se pueden sacar del terreno sin problemas y plantarlos durante finales del verano y principios de otoño, muy superficialmente, con el cuello del bulbo afuera del terreno. Las plantas en activo crecimiento, en cambio, pueden ser trasplantadas durante todo el año. Prefiere lugares soleados o con sombra parcial, tales como los bordes de bosques o debajo de árboles caducifolios, lugares que también ofrecen protección del viento y del sol directo a sus frágiles flores. En general, no requieren de irrigación o de fertilización, pero crecen mejor en suelos húmedos y ricos en nutrientes. Las plantas florecen en otoño, antes de que se inicie el crecimiento foliar. Cada inflorescencia dura aproximadamente dos semanas antes de marchitarse.